# Scopula ferruginea
Scopula ferruginea là một loài bướm đêm trong họ Geometridae.